# Філіпчук Ігор Ярославович
І́гор Яросла́вович Філіпчу́к (11 жовтня 1982 — 14 серпня 2014) — солдат батальйону «Айдар», псевдо «Сороковий». Герой України (2020, посмертно).

## Бойовий шлях
Народився 1982 року в селі Пожарки (Рожищенський район, Волинська область); закінчив місцеву школу. Проживав з батьками в м. Луцьку. Працював на автомобільному підприємстві.
В складі групи швидкого реагування Самооборони Майдану Волині Ігор охороняв громадський порядок в області, їздив на українсько-білоруський кордон.
З початком бойових дій записався до батальйону «Айдар». У складі підрозділу двічі штурмував Вегунський роз'їзд і Красне.
14 серпня 2014 року, о 06:00 ранку, на український підрозділ під Хрящуватим в атаку пішли проросійські сили у складі 2 танків і піхоти, за словами Ореста Каракевича — російського спецназу. Орест з побратимом «Старшиною» зупинив піхоту вогнем підствольних гранатометів, боєць Микола Борода («Пітбуль») кулеметним вогнем відсік решту піхоти, через що ворожі танкісти розгубились. Ігор Філіпчук підбив один з танків — для цього він тричі виходив з укриття та здійснював постріл із РПГ, за третім разом вже пошкоджений танк здійснив постріл у відповідь, через який Ігор загинув. При виконанні бойового завдання загинули Олександр Колотвін, Дмитро Дібрівний, Іван Качур, Пилип Слободенюк, Руслан Кушов, Ігор Філіпчук, Володимир Юричко, працівник «Айдару» Володимир Зюзь.
Похований у с. Гаразджа Луцького району Волинської області 17 серпня 2014 року.
Без Ігоря лишились батьки та сестра.

## Нагороди
- Звання Герой України з удостоєнням ордена «Золота Зірка» (3 грудня 2020, посмертно) — за особисту мужність і героїзм, виявлені у захисті державного суверенітету та територіальної цілісності України, самовіддане служіння Українському народові[3]
- Орден «За мужність» III ст. (27 червня 2015, посмертно) — за особисту мужність і високий професіоналізм, виявлені у захисті державного суверенітету та територіальної цілісності України, вірність військовій присязі'[4]
- Нагрудний знак «За оборону Луганського аеропорту» (посмертно)

## Вшанування
- В м. Луцьку по вулиці Берестова на фасаді будинку, де проживав Ігор Філіпчук, відкрито меморіальну дошку на його честь.
- Почесний громадянин міста Луцька (рішення Луцької міської ради від 25 липня 2018 року № 44/1).
- 2 грудня 2021 року на фасаді школи-гімназії в селі Пожарки відкрито меморіальну дошку Ігорю Філіпчуку[5].
- Його портрет розміщений на меморіалі «Стіна пам'яті полеглих за Україну» у Києві: секція 2, ряд 6, місце 41.
- Вшановується 14 серпня на щоденному ранковому церемоніалі вшанування українських захисників, які загинули цього дня у різні роки внаслідок російської збройної агресії[6].